# شراب‌گیری

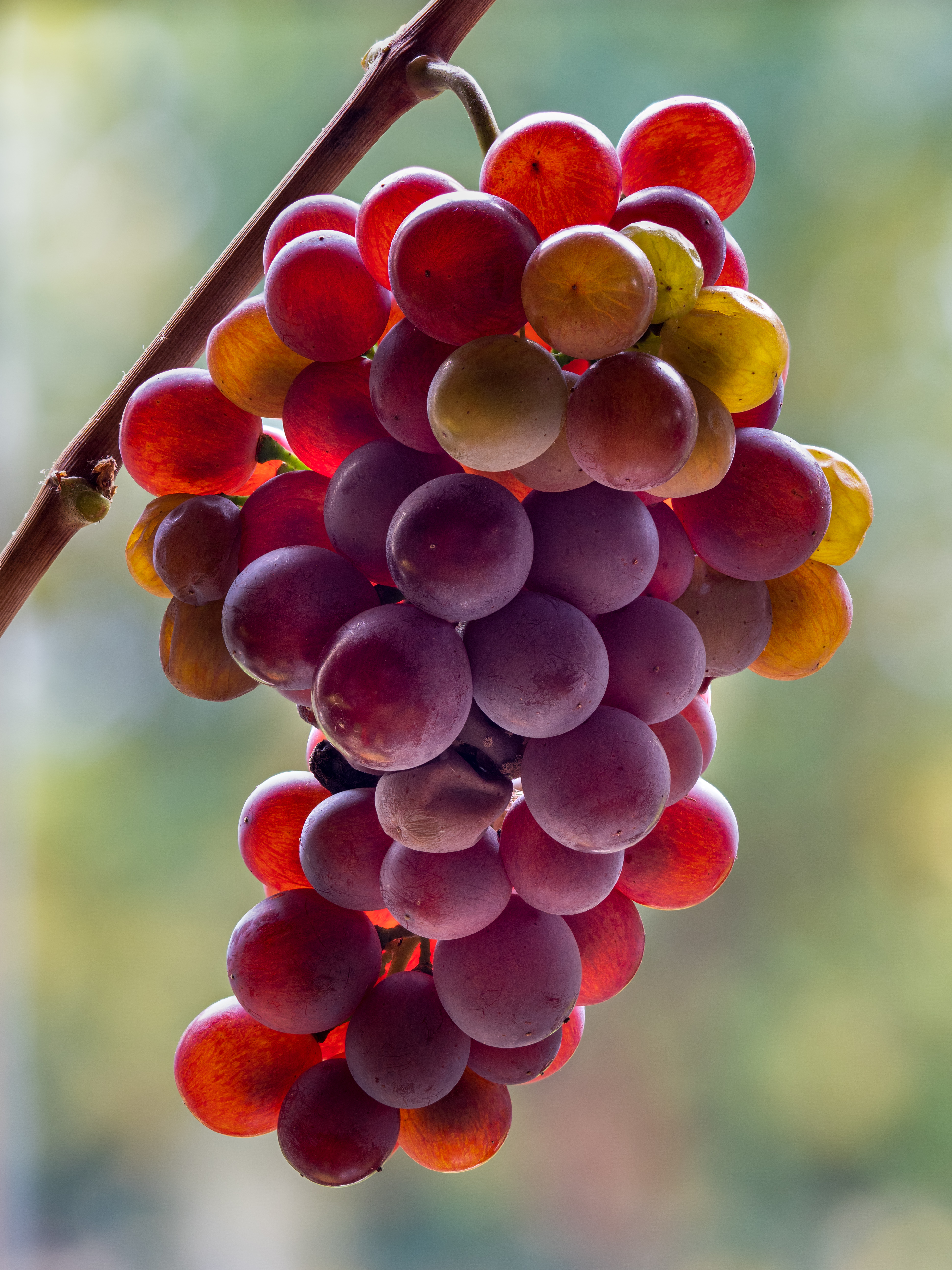
یک خوشه پینو گری (en) در تاکستانی در بایرن، آلمان. علی‌رغم رنگش متعلق به گونهٔ انگور سفید است.

شراب‌گیری به فرایند تولید شراب از انگور یا میوه‌جات شامل گلچین کردن، تخمیر آن به الکل و بطری‌کردن نوشیدنی نهایی گفته می‌شود. شراب‌ها را می‌توان به دسته‌های گازدار، شراب قرمز، شراب سفید و شراب گلی و شراب میوه تقسیم کرد. از نوشیدنی‌های الکلی سبک مشابه می‌توان از می‌انگبین توسط تخمیر عسل و آب، شراب سیب از تخمیر آب سیب، شراب گلابی از تخمیر آب گلابی و کومیس از تخمیر شیر مادیان نام برد.

## فرایند
پنج مرحله اساسی برای شراب‌گیری وجود دارد که با چیدن انگور آغاز می‌شود. پس از برداشت، انگور را در کارخانه برای تخمیر اولیه آماده می‌کنند. شراب قرمز از انگور قرمز یا سیاه تهیه می‌شود و تخمیر آن با پوست انگور اتفاق می‌افتد که به شراب رنگ می‌دهد؛ گل رز را برای رنگ و طعم خوب به آن اضافه می‌کنند. شراب سفید از تخمیر افشرهٔ انگور به دست می‌آید؛ پوست‌ها جدا شده و نقشی ندارند. گاهی شراب سفید از انگور قرمز تهیه می‌شود؛ این کار با استخراج آب آنها با حداقل تماس با پوست انگور انجام می‌شود. شراب گلی یا از انگور قرمز تهیه می‌شود که در آن آب به اندازه کافی با پوست تیره در تماس است تا رنگ صورتی به خود بگیرد یا (به‌طور معمول) از ترکیب شراب قرمز با شراب سفید تهیه می‌شود. شراب‌های سفید و گلی مقدار کمی از پروسیانیدین موجود در پوست را در خود دارند.
در تخمیر اولیه، از اضافه کردن مخمر به مایه شراب قرمز یا از خود مخمر محیطی انگور یا هوا استفاده می‌شود. مخمر ممکن است همچنین به آب شراب سفید اضافه شود. در طی این تخمیر که اغلب بین یک تا دو هفته طول می‌کشد، مخمر بیشتر قندهای موجود در آب انگور را به اتانول و کربن دی‌اکسید تبدیل می‌کند.
پس از تخمیر اولیه انگور قرمز، آب چرخشت‌شده به مخازن پمپ می‌شود و پوست برای استخراج آب و شراب باقی مانده فشرده می‌شود. بنا به صلاحدید شراب‌ساز این دو عصاره ترکیب می‌شود. شراب گرم نگاه داشته می‌شود تا قندهای باقی‌مانده به الکل و کربن دی‌اکسید تبدیل شوند.
فرایند بعدی در ساخت شراب قرمز تخمیر مالولاکتیک، فرآیندی باکتریایی است که طعم شراب را نرم می‌کند. شراب قرمز گاهی به بشکه‌های بلوط منتقل می‌شود تا به مدت چند هفته یا ماه برسند. این عمل رایحه بلوط و مقداری پروسیانیدین به شراب می‌دهد. شراب باید ته‌نشین یا شفاف شود و تنظیماتی قبل از بطری‌کردن بر آن انجام شود.
زمان از برداشت تا آمادگی برای نوشیدن می‌تواند از چند ماه برای شراب نو تا بیش از بیست سال متفاوت باشد. با این حال، تنها حدود ۱۰٪ از کل شراب قرمز و ۵٪ از شراب سفید بعد از پنج سال طعم بهتری نسبت به بعد از یک سال خواهد داشت.
در مورد شراب‌های گازدار مانند شامپاین یک تخمیر ثانویه در داخل بطری انجام می‌شود، کربن دی‌اکسید گیر افتاده در شراب حل می‌شود و حباب‌هایی ایجاد می‌شود. همچنین بطری‌ها پیش از بیرون آوردن لِرت، ۶ ماه در یک قفسهٔ حلقوی نگهداری می‌شوند. در شراب‌های گازدار دیگر، مانند پروسکو، با استفاده از کربناته‌کردن، فرآیندی سریع‌تر با ماشین‌آلات برای افزودن دستی کربن دی‌اکسید، ایجاد حباب می‌کنند. شراب‌های شیرین یا شراب‌های خشک با توقف تخمیر قبل از تبدیل تمام قندها به اتانول و باقی‌ماندن مقداری شکر به دست می‌آیند. این کار را می‌توان با سردکردن شراب و افزودن گوگرد و سایر افزودنی‌های مجاز برای جلوگیری از فعالیت مخمر یا فیلتر استریل شراب برای حذف همه مخمرها و باکتری‌ها انجام داد.
در مورد شراب‌های شیرین، غلظت اولیه قند با برداشت دیرهنگام همچون توکایی، منجمد کردن انگور برای غلیظ کردن شکر (شراب یخی) و استفادهٔ مطلوب از کپک خاکستری برای خشک کردن انگور در تاکستان یا در قفسه، افزایش می‌یابد. اغلب در شراب‌های با قند بالا، تخمیر به‌طور طبیعی متوقف می‌شود، زیرا غلظت بالای قند و افزایش غلظت اتانول، فعالیت مخمر را به تأخیر می‌اندازد. به‌طور مشابه در شراب‌های غنی‌شده مانند شراب پورت، عرق انگور خنثی (برندی) با خلوص الکل بالا اضافه می‌شود تا تخمیر متوقف شود و وقتی قند به سطح مورد نظر رسید، محتوای الکل تنظیم می‌شود. در موارد دیگر، ممکن است مقداری از آب انگور شیرین نگاه داشته شود و پس از تخمیر به شراب اضافه شود، تکنیکی که در آلمان استفاده می‌شود.

در شراب مصنوعی یا شراب تقلبی، اصلاً از انگور استفاده نمی‌شود و فرایند با آب و اتانول شروع شده و سپس اسیدها، اسیدهای آمینه، قندها و ترکیبات آلی به آن اضافه می‌شود.

کالبدشناسی انگور، نشان‌دهنده اجزا استخراج شده از فشار.
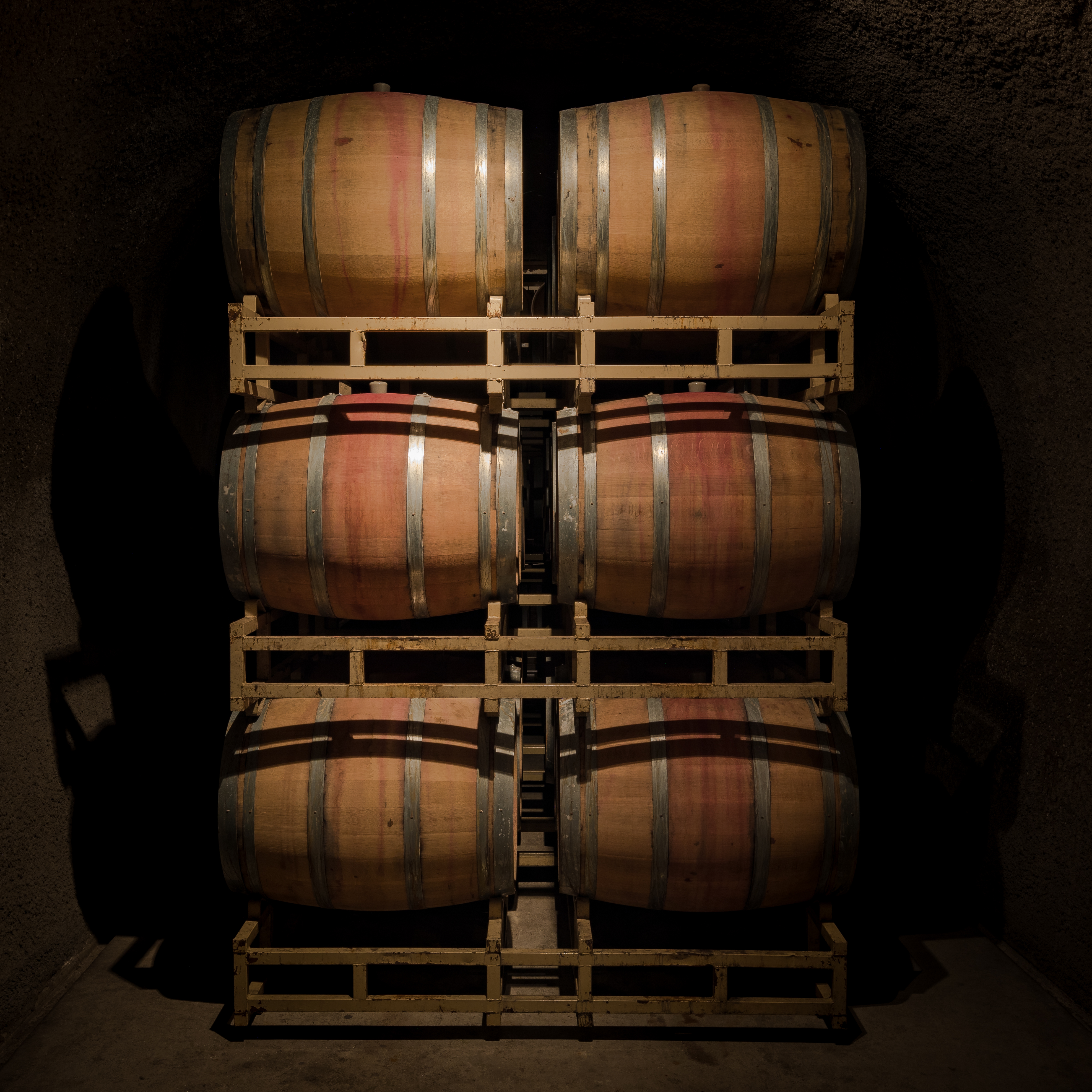
بشکه‌های شراب